# Antevorta

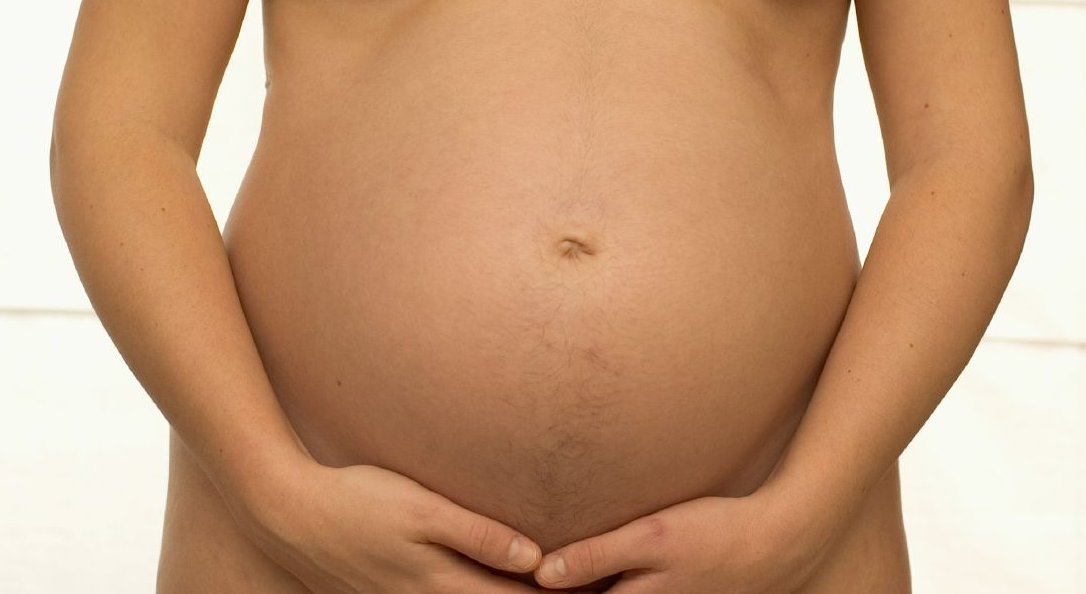

Antevorta, aussi connue sous le nom d'Anteverta, Prorsa, ou Porrima, est dans la mythologie romaine l'une des Camènes, incluses dans le groupe des Di indigetes. Elle est la déesse du futur et, contrairement à sa sœur Postvorta, préside à la naissance des enfants lorsqu'ils sont en position céphalique. Considérée d'abord comme un aspect de Carmenta dont elle est l'une des compagnes, elle est ensuite devenue une figure à part entière.
Antevorta et Postvorta avaient deux autels à Rome et étaient invoquées par les femmes enceintes comme protectrices contre les dangers de l'accouchement. On disait qu'Antevorta était présente à la naissance lorsque le bébé naissait la tête la première ; Postverta, quand les pieds du bébé sont venus en premier.